# Joost Wichman
Joost Wichman (ur. 19 maja 1978 w Lichtenvoorde) – holenderski kolarz górski, dwukrotny medalista mistrzostw świata oraz czterokrotny mistrz Europy.

## Kariera
Największy sukces w karierze Joost Wichman osiągnął w 2013 roku, kiedy to wywalczył złoty medal w four crossie podczas mistrzostw świata w Leogangu. Został tym samym pierwszym holenderskim kolarzem, który został mistrzem świata w tej konkurencji. Na rozgrywanych dwa lata wcześniej mistrzostwach świata w Champéry zdobył brązowy medal. W zawodach tych wyprzedzili go jedynie Czech Michal Prokop oraz Roger Rinderknecht ze Szwajcarii. Ponadto w sezonie 2009 Pucharu Świata w kolarstwie górskim zajął drugie miejsce w klasyfikacji generalnej four crossu, ulegając jedynie Jaredowi Gravesowi z Australii. W tej samej klasyfikacji był trzeci za Gravesem i Czechem Tomášem Slavíkiem w sezonie 2010. Czterokrotnie zdobywał złote medale mistrzostw Europy: w latach 2006, 2008 i 2010 był najlepszy w four crossie, a w 2007 roku zwyciężył w downhillu. Nie startował na igrzyskach olimpijskich.